# Davis City

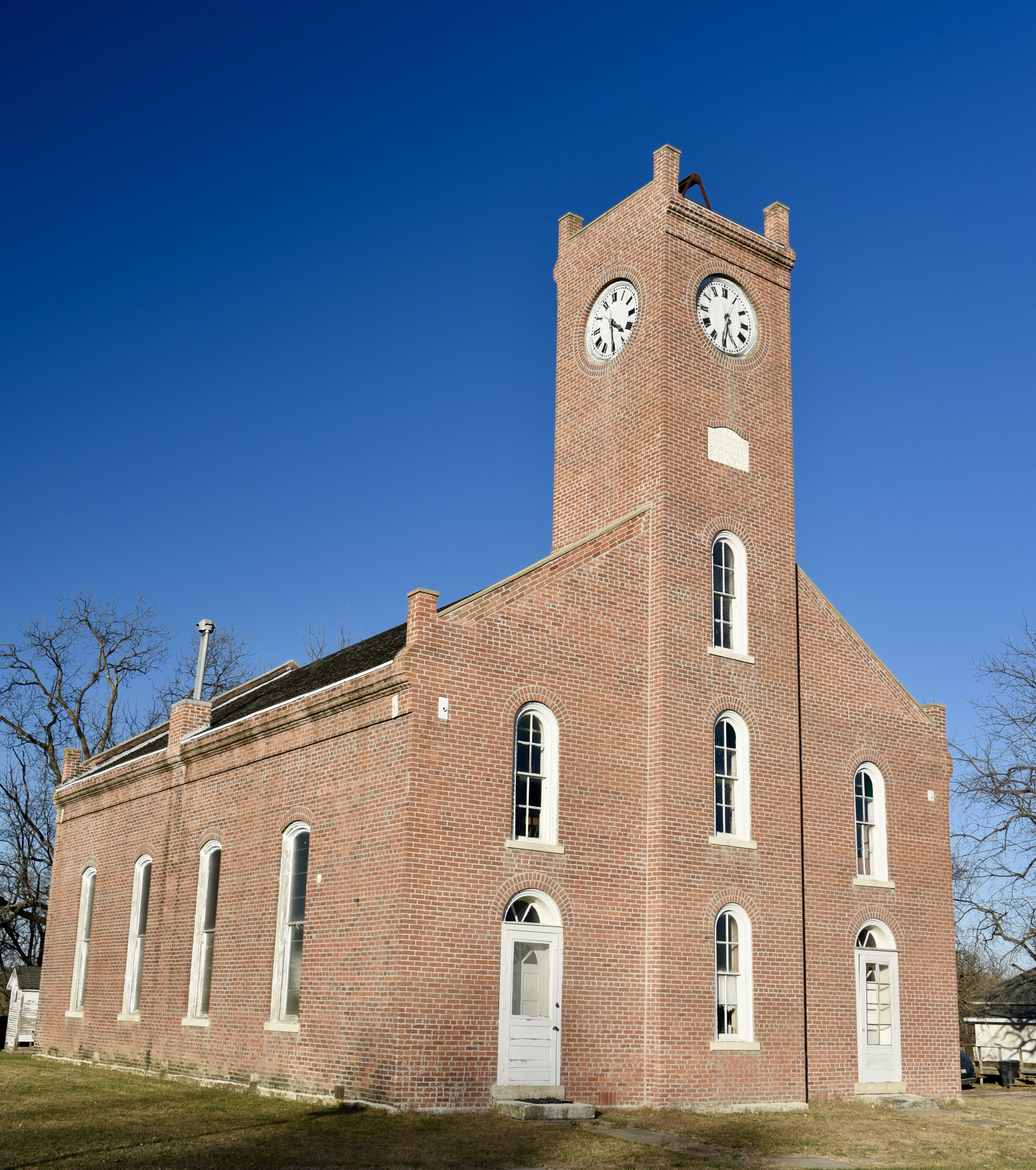
Union Church

Davis City är en ort i Decatur County i Iowa. Vid 2020 års folkräkning hade Davis City 179 invånare.